# Pseudis caraya
Pseudis caraya är en groddjursart som först beskrevs av José María Alfono Félix Gallardo 1964.  Pseudis caraya ingår i släktet Pseudis och familjen lövgrodor. IUCN kategoriserar arten globalt som livskraftig. Inga underarter finns listade i Catalogue of Life.